# Курко Олександр Петрович
Олександр Петрович Курко (14 січня 1913, село Западинці (нині Красилівського району Хмельницької області) — 24 січня 1995, місто Красилів, Красилівський район, Хмельницька область) — український радянський діяч, голова виконкому Западинської сільської ради Красилівського району, голова правління Красилівської райспоживспілки Хмельницької області. Герой Радянського Союзу (1.07.1944). Депутат Верховної Ради УРСР 2—4-го скликання.

## Біографія
Народився 1 (14) лютого 1913 року в селянській родині. Здобув початкову освіту. Працював у колгоспі села Западинці Красилівського району.
У 1936—1939 роках — у Червоній армії. Учасник захоплення радянськими військами Західної України у вересні 1939 року.
У 1939—1941 роках — заступник голови колгоспу в селі Западинцях Красилівського району Кам'янець-Подільської області.
З червня 1941 по 1945 рік — в Червоній армії, учасник німецько-радянської війни. Учасник оборони Ленінграда. У вересні 1942 року був поранений. З лютого 1943 року служив командиром гармати у складі 1428-го легкого артилерійського полку 65-ї легкої артилерійської бригади 18-ї артилерійської дивізії 5-го артилерійського корпусу прориву 2-ї ударної армії Ленінградського фронту.
У боях біля міста Нарви (Естонія) командир гармати сержант Курко три доби брав участь у відбитті 14 атак німецьких військ, знищивши при цьому шість станкових кулеметів і близько 150 німецьких солдат і офіцерів. 27 лютого 1944 року супротивник знову атакував позиції батареї. У результаті обстрілу залишилася справною лише одна гармата, яку сержант Курко розгорнув проти німецьких військ, що наступали з тилу, і продовжив бій. Декількома пострілами він знищив близько 20 німецьких солдат, інших змусив залягти. Радянська піхота, що підійшла, знищила залишки противника. Завдяки мужності Курка рубіж був утриманий.
Указом Президії Верховної Ради СРСР від 1 липня 1944 року за мужність, відвагу і героїзм, проявлені у боротьбі з німецько-фашистськими загарбниками, сержантові Куркові Олександру Петровичу присвоєно звання Героя Радянського Союзу з врученням ордену Леніна і медалі «Золота Зірка» (№ 3104).
Член ВКП(б) з 1944 року.
Після захоплення Естонії з 1944 року воював на 2-му Білоруському фронті. Брав участь у розгромі східно-померанського і гдинського угрупувань німецьких військ. Війну закінчив у Берліні (Німеччина).
Після війни був демобілізований та повернувся у рідне село. З 1945 року — голова виконавчого комітету Западинської сільської ради Красилівського району Кам'янець-Подільської області.
У 1950 році переїхав до міста Красилова. Працював головою правління Красилівської райспоживспілки, пізніше був слюсарем-ремонтником на Красилівському заводі металовиробів Хмельницької області.
Потім — на пенсії у місті Красилові Хмельницької області. Іменем Курка названа вулиця у місті Красилові.

## Звання
- старший сержант

## Нагороди
- Герой Радянського Союзу (1.07.1944)
- орден Леніна (1.07.1944)
- орден Трудового Червоного Прапора (23.01.1948)
- орден Вітчизняної війни 1-го ст. (6.04.1985)
- медаль «За оборону Ленінграда»
- медаль «За визволення Варшави»
- медаль «За взяття Берліна»
- медаль «За перемогу над Німеччиною у Великій Вітчизняній війні 1941—1945 років»